# Свастика (фильм, 2006)
«Свастика» (яп. 卍 Мандзи) — японская драма 2006 года режиссёра Нобору Игути (яп. 井口昇), снятый по одноимённой книге Дзюнъитиро Танидзаки «Свастика» (яп. 卍), ремейк одноимённого японского фильма 1964 года «Свастика».

## Сюжет
Примерная домохозяйка Соноко знакомится в художественной школе с молодой девушкой Мицуко. У них начинается дружба. Мицуко, желая отвязаться от жениха, хочет притвориться, что у неё роман с Соноко. Сначала Соноко отказывается от этой игры, но Мицуко очень сильно привлекает её своей красотой и, вдобавок, ей хочется испытать неведомые ранее чувства. Незаметно, она полностью вовлекается в мир страсти Мицуко. Их связь становится всё более глубокой и сильной и затягивает их и окружающих в опасный мир желаний.

## В ролях
| В ролях         |  | Персонаж |
| --------------- |  | -------- |
| Фудзико         |  | Мицуко   |
| Космоско        |  | Соноко   |
| Хиронобу Номура |  | Кэндзи   |
| Ёсиёси Аракава  |  | Эйдзиро  |
| Дзицуко Ёсимура |  | соседка  |